# Unidentis vwaza
Unidentis vwaza là một loài bọ cánh cứng trong họ Bọ hung (Scarabaeidae).